# Holger Lippmann
Holger Lippmann (* 1960 in Mittweida) ist ein deutscher bildender Künstler, der zu den Pionieren der Netzkunst gehört. Lippman lebt und arbeitet in Berlin und Brandenburg.
Der Künstler betreibt mehrere interaktiven Kunstseiten, auf denen der Nutzer selbst Videokunstwerke erstellen kann.

## Biographie
Lippmann, der 1960 in Mittweida geboren wurde, studierte 1985–1990 an der Hochschule für Bildende Künste Dresden klassische Bildhauerei bei Klaus Schwabe, dessen Meisterschüler er auch war, und bei Dietrich Nitzsche. Zu Beginn der 1990er-Jahre entwickelte er für sich mit der Unterstützung des Computerkabinetts der Universität Dresden das Internet als Medium künstlerischen Ausdrucks.
Seine Computerkenntnisse erweiterte er 1993/1994 im Rahmen eines zweijährigen Stipendiums am Art Department des New York Institute of Technology. Weiterbildung am Cimdata Institut Berlin 1997–98.

## Auszeichnungen und Preise
- 1997 CynetArt CD-ROM Preis, Dresden
- 2015 Teletext Art Prize des Internationalen Teletext Art Festivals (ITAF) von ARD, ORF und Schweizer Fernsehen

## Ausstellungen
- Rostock, Galerie wolkenbank,: poetic justice & digital rights, 13. März – 23. April 2011
- Berlin, Digital Art Museum,: RUN INTO FLOWERS, 19. Februar – 13. April 2005
- Heidenheim an der Brenz, Kunstmuseum Heidenheim: Flowers, 2006
- Berlin, Digital Art Museum: META REFRESH. EXPLOSION - DECONSTRUCTION, 26. Januar – 10. März 2007[1]
- Brüssel, Media Ruimte: matter of substraction, 2007
- Mannheim, projektraum4: Galerie Kasten Take These Flowers, 26. Mai – 21. Juni 2008
- second life, studio schauplatz: algebra azalea, Januar 2009 - Januar 2010

### Gruppenausstellungen
- Worpswede, Große Kunstschau Worpswede,: Ausgewählte Bilder aus der Sammlung zeitgenössischer Kunst der Bundesrepublik Deutschland, 22. Mai – 14. August 2011
- Karlsruhe, ZKM | Museum für Neue Kunst & Medienmuseum: images/codes - Medienkunstpreis. 2002
- Berlin, Abel - Neue Kunst: total kaputt, 11. Februar – 26. März 2005
- Berlin, LUMAS Editionsgalerie, Hackesche Höfe: Digital Painting, 13. April – 30. Juni 2007
- Speyer, Galerie-Tage rotundweiss, 14.–16. November 2008[2]

## Bücher
- Achtung Sprengarbeiten, NGBK Berlin, Katalog, 2007, ISBN 978-3-938515-10-5

- HOLGER LIPPMANN - RUN INTO FLOWERS, Hrsg.: [DAM]Berlin, 2005; 28 Seiten; Ausstellungskatalog, Englisch/Deutsch